# فرخنده دیهیم‌دار
فرخنده دیهیم‌دار (نام علمی: Stephanophorus diadematus) نام یک گونه از تیره فرخنده است.